# Iveco Série M
Les camions IVECO Fiat série « M » Turbo, font partie d'une gamme de camions de moyen tonnage, destinée à des usages multiples, fabriquée par le constructeur italien IVECO à partir de 1983.
Cette gamme de véhicules vient compléter le haut de la série « Z », la première de l'unification des gammes entre les filiales du groupe Fiat : Fiat V.I. et OM. Elle sera distribuée à l'étranger sous les marques Unic en France, Magirus-Deutz en Allemagne et Saurer en Suisse.
À partir de 1987, elle sera commercialisée sous la seule marque Iveco.

## La gamme Iveco Série «M»
La gamme « M », remplace le précédent Fiat 160 afin d'assurer la jonction entre les versions de moyen tonnage de la série « X » et la gamme lourde des Fiat 170/190. Cette gamme comprend 4 modèles, chacun pouvant être équipé de deux moteurs Fiat 8064 de même cylindrée, 5 861 cm3 turbocompressés, avec des puissances de 140 et 176 ch. 
La cabine est entièrement nouvelle dotée d'un très bon confort et d'une excellente visibilité avec son immense parebrise et ses trois essuie-glaces.
Comme de coutume chez le constructeur, la gamme « M » est déclinée en de très nombreuses variantes :
- châssis cabine ;
- camion plateau ;
- camion benne pour chantiers de construction ;
- châssis pour midibus.

### Caractéristiques techniques
| Modèle                  | Années de production | Type moteur        | Cylindrée | Puissance             | PTC     |
| ----------------------- | -------------------- | ------------------ | --------- | --------------------- | ------- |
| Iveco Fiat 115.14 - 4x2 | 1984 - 1992          | Fiat 8064 Aspirato | 5 861 cm3 | 140 ch à 2 700 tr/min | 11,95 t |
| Iveco Fiat 115.17 - 4x2 | 1984 - 1992          | Fiat 8064 Turbo    | 5 861 cm3 | 176 ch à 2 700 tr/min | 11,95 t |
| Iveco Fiat 125.14 - 4x2 | 1984 - 1992          | Fiat 8064 Aspirato | 5 861 cm3 | 140 ch à 2 700 tr/min | 12,95 t |
| Iveco Fiat 125.17 - 4x2 | 1984 - 1992          | Fiat 8064 Turbo    | 5 861 cm3 | 176 ch à 2 700 tr/min | 12,95 t |
| Iveco Fiat 135.14 - 4x2 | 1984 - 1992          | Fiat 8064 Aspirato | 5 861 cm3 | 140 ch à 2 700 tr/min | 13,95 t |
| Iveco Fiat 135.17 - 4x2 | 1984 - 1992          | Fiat 8064 Turbo    | 5 861 cm3 | 176 ch à 2 700 tr/min | 13,95 t |
| Iveco Fiat 145.14 - 4x2 | 1984 - 1992          | Fiat 8064 Aspirato | 5 861 cm3 | 140 ch à 2 700 tr/min | 15,95 t |
| Iveco Fiat 145.17 - 4x2 | 1984 - 1992          | Fiat 8064 Turbo    | 5 861 cm3 | 176 ch à 2 700 tr/min | 15,95 t |

## Les versions autobus
Cette série a aussi servi de base à la réalisation de châssis pour autobus « midi », en Italie et en Turquie Otoyol à partir de la version 125.14.